# Lin Yi-Ching
Lin Yi-Ching (1 de febrero de 1996) es una deportista taiwanesa que compite en taekwondo. Ganó una medalla de oro en el Campeonato Asiático de Taekwondo de 2016 en la categoría de –62 kg.

## Palmarés internacional
| Representando a China Taipéi |                   |                |           |
| Campeonato Asiático          |                   |                |           |
| Año                          | Lugar             | Medalla        | Categoría |
| 2016                         | Pásay (Filipinas) | Medalla de oro | –62 kg    |